# Kosmičeskij rejs
Kosmičeskij rejs (in russo Космический рейс?) è un film del 1936, diretto da Vasilij Nikolaevič Žuravlёv, prodotto dalla Mosfil'm. 

## Trama
In una futuristica (ai tempi) Unione Sovietica del 1946, all'Istituto di Comunicazioni Interplanetarie Ciolkovskij l'eminente scienziato professor Pavel Ivanovič Sedich familiarizza con un ragazzino, Andrjuša Orlov, il fratello minore del capitano Viktor Orlov, sempre di stanza all'Istituto. Andrjuša mostra a Sedich la sua ultima invenzione, una versione ammodernata di una fionda, e Sedich introduce il ragazzo nel cantiere dove si sta terminando l'allestimento di due grosse navi spaziali di sua concezione, l'URSS1 e l'URSS2, con le quali il professore intende raggiungere la luna.
Sedikh è contrastato nel suo progetto dal collega professor Karin, e non senza buoni motivi: dei due piccoli razzi che Karin ha spedito nello spazio, il primo, il 127, con a bordo un coniglio, è tornato con la povera bestiolina morta, e del secondo, il 128, con a bordo un gatto, si sono perse le tracce. Ciononostante la spedizione prende l'avvio: l'URSS1 parte, e l'equipaggio comprende, oltre a Sedikh, la professoressa Martina e, semi-clandestino, il volitivo Andrjuša.
Dopo che gli astronauti, in viaggio, si sono abituati e divertiti con l'assenza di peso, il veicolo compie l'allunaggio sulla faccia nascosta del satellite. Iniziano le esplorazioni dello straordinario paesaggio extraterrestre, nel quale si scorge anche il relitto del 128, ma ben presto si manifesta un primo inconveniente: i serbatoi di ossigeno hanno delle perdite, il che mette a rischio il viaggio di ritorno. Poi si perdono le tracce di Sedich, rimasto intrappolato sotto un masso dopo una frana: egli riuscirà ad attrarre l'attenzione su di sé e ad essere infine liberato scagliando proiettili con la fionda che, persa da Andrjuša, il professore aveva ritrovato.
Sedich identifica poi i resti congelati di un'antica atmosfera lunare, che possono essere utilizzati per far fronte alla mancanza di ossigeno. Vengono mandati segnali sulla Terra, che risponde; tuttavia gli astronauti tardano a tornare, così si sta per lanciare l'URSS2 per soccorrerli. Ma, mentre i preparativi per il lancio sono avanzati, si scorge di lontano l'URSS1 che fa ritorno. Ne escono, festeggiati dalla folla, i tre cosmonauti, ed il quarto: il gatto del 128, vivo e vegeto.